# Evdokija Beršanskaja
Evdokija Davidovna Beršanskaja, nata Karabut, dopo il secondo matrimonio Bočarova (in russo Евдокия Давидовна Бершанская, Карабут, Бочарова?; Governatorato di Stavropol', 6 febbraio 1913 – Mosca, 16 settembre 1982), è stata una militare sovietica, è stata la comandante del "46º Reggimento guardie di Taman per il bombardamento leggero notturno", il reggimento composto unicamente da personale femminile, meglio conosciuto come "Streghe della Notte", durante la seconda guerra mondiale. Divenne l'unica donna ad aver mai ricevuto l'Ordine di Suvorov. Sotto il suo comando ventitré aviatrici nel reggimento divennero Eroi dell'Unione Sovietica per le loro missioni di successo di bombardamento contro le forze dell'Asse.

## Biografia

### Primi anni di vita
Beršanskaja nacque il 6 febbraio 1913 nel Governatorato di Stavropol'. Dopo che entrambi i suoi genitori morirono durante la guerra civile russa, venne cresciuta da suo zio. Dopo essersi diplomata alla scuola secondaria di Blagodarnyj, si iscrisse alla Scuola dei Piloti di Bataysk nel 1931, dove dopo essersi laureata addestrò altri piloti dal 1932 al 1939, prima di essere nominata comandante del 218º Squadrone Aeronautico per Operazioni Speciali e divenire deputata del Consiglio comunale di Krasnodar. Prima dell'invasione nazista dell'Unione Sovietica sposò Pëtr Beršanskij con il quale ebbe un figlio, ma il loro matrimonio andò rapidamente in pezzi. Continuò a usare il cognome Beršanskaja fino a quando non sposò il suo secondo marito, Konstantin Bočarov, dopo la fine della seconda guerra mondiale.

### Seconda guerra mondiale
Nel 1941 Marina Raskova ottenne l'approvazione di Stalin per formare tre reggimenti per l'aviazione femminile: il 586º Reggimento Aeromobili da caccia, il 587º Reggimento Aeromobili bombardieri e il 588º Reggimento Bombardamento Notturno, conosciuto in futuro come "Streghe della Notte". Come pilota con dieci anni di esperienza, Beršanskaja venne scelta per guidare il 588º Reggimento Bombardamento Notturno, composto da biplani Polikarpov Po-2. Nel 1943 il reggimento ricevette la designazione di "Guardie" e fu riorganizzato come 46° Guardie Bombardieri Notturne. Più tardi le venne assegnato l'Ordine della Bandiera Rossa. Le donne pilota erano così feroci e precise che i soldati tedeschi iniziarono a chiamarle "Streghe della Notte". Le chiamavano così perché spesso durante le missioni portavano i motori dei loro aerei al minimo e planavano sui loro obiettivi prima di far sganciare le loro bombe e riportare il motore alla massima potenza. Fino al loro scioglimento nell'ottobre 1945, il reggimento rimase composto totalmente da personale femminile. Collettivamente condussero oltre 23.000 azioni e lanciarono oltre 3.000 tonnellate di bombe sulle forze nemiche.
Tra i ventitré membri del reggimento che ricevettero il titolo di Eroe dell'Unione Sovietica, due furono infine dichiarate Eroine della Russia e Xïwaz Dospanova ottenne il titolo di Eroina nazionale del Kazakistan.

### Dopo la guerra
Dopo la guerra Evdokija sposò Konstantin Bočarov, comandante dell'889º Reggimento Bombardieri notturni leggeri, che aveva lavorato a stretto contatto con il 46° Guardie Bombardieri Notturne durante la guerra e dove si erano conosciuti. Al matrimonio parteciparono molti membri dei loro reggimenti. Insieme ebbero tre figlie. Nel 1975 le venne conferito il titolo di Cittadino onorario di Krasnodar. Visse a Mosca, dove morì di infarto nel 1982 e fu sepolta nel cimitero di Novodevičij.